# 清水東三羽烏
清水東三羽烏（しみずひがしさんばがらす）とは、1980年代前半に、静岡県の高校サッカーを賑わせた静岡県立清水東高等学校のサッカー部で活躍した、大榎克己、長谷川健太、堀池巧の3人（いずれも1965年度生まれ）を、三羽烏になぞらえた呼び名である。

## 歴史

### 高校時代からJリーグ発足まで
この3人がいたときのチームは、1982年度の全国高校サッカー選手権大会で優勝し、1983年度も準優勝するなど、全国大会では常に上位で活躍。
高校を卒業すると、それぞれ大学を経て社会人サッカーに進んだ。3人の進路は、
- 大榎：早稲田大学→ヤマハ発動機サッカー部（現ジュビロ磐田）
- 長谷川：筑波大学→日産自動車サッカー部（現横浜F・マリノス）
- 堀池：順天堂大学→読売サッカークラブ（現東京ヴェルディ）

と所属チームが分かれ、関東大学サッカーリーグ戦、JSLとでライバル関係を築いた。

### Jリーグ発足後
1991年に清水市（2003年4月に旧・静岡市と対等合併し、現在の新・静岡市清水区となる）がJリーグ参戦を念頭において結成したクラブチーム・清水FC（清水エスパルス）に大榎と長谷川が加入。堀池は1シーズン遅れて加入し3人が再集結。Jリーグ草創期を賑わせる存在となった。
1993年には、清水東三羽烏は3人とも日本代表に選出され、堀池が日本代表不動の右サイドバックとして活躍しており、大榎はディフェンダーとして、長谷川はフォワードに名を連ねた。堀池と長谷川はドーハの悲劇で有名となったW杯アメリカ大会アジア最終予選のメンバーに選出されている。

### 引退後
3人が引退すると、堀池と長谷川は一時期清水のフロントとして現場に助言を行っていたが、後にそれを退く。その後、堀池以外は監督として古巣に帰って来た。長谷川は清水の監督に就任し、大榎は早大の監督（清水からの出向）となり、後に清水ユースの監督→トップチーム監督を歴任した。長谷川は岡崎慎司、大榎は兵藤慎剛や渡辺千真といった人物を指導し、育てた。
堀池は解説者の道を進み、「やべっちFC」などに出演した。2013年7月、堀池はJFA 公認S級コーチに認定された。